# Filip Lundgren
Sven Nils Filip Lundgren, född 3 november 1906 i Helsingborg, död 16 maj 1981, var en svensk arkitekt. Han var son till arkitekt Nils J. Lundgren och en av de mer dominerande arkitekterna i Helsingborg mellan 1930 och 1970. 
Lundgren bar på funktionalistiska stilideal och ett av de första husen han ritade i staden var det Malmöfunkis-inspirerade huset på hörnet Södra Storgatan-Karlsgatan, uppfört 1930–1931. Huset visar en övergångsstil mellan klassicismen och modernismen. Det är uppfört i brunt helsingborgstegel med ospröjsade mittpostfönster och en putsad sockel. Det har ett rundat hörn av modernistisk modell, med fönsterband, dock med avskalade kolonnetter mellan fönsterna. Senare ritade han det mycket mer stilrena "Hälsingborgs bilhotell" (1938–1939) på Söder, även känt som "Bildevehuset". Det var stadens första parkeringshus, även innehållande bilförsäljning, verkstad, tankstation och bilhiss, och var utfört i vit puts med långa fönsterband. Huset byggdes om 1987–1988 och putsades då i grått, medan fönsterbanden delades upp i flera treluftsfönster och ett stort, uppglasat burspråk lades till på östfasaden.
Under 1960-talet deltog Lundgren i saneringen av den gamla arbetarstadsdelen Söder genom sina byggnader i kvarteret Böhmen. Saneringen av kvarteret följdes av diskussioner om grönytor i staden och därför lades bebyggelsen ut i form av fristående byggnader för att skapa öppenhet. Alla av kvarterets tre byggnader ritades av Lundgren och utformades med liknande byggnadsmaterial, med rött tegel, vitmålad betong och inslag av koppar på till exempel balkonger. De fristående byggnaderna i sju till åtta våningar är ett avbrott i stadsbilden, som i övrigt domineras av slutna kvarter.
Ett annat större projekt var kvarteret Unionen (1971–1972) mellan gatorna Södra Kyrkogatan-Bruksgatan-Södra Strandgatan. Projektet bestod av ett höghus i sex våningar med en stram curtain wall-fasad mot Södra Kyrkogatan med parkeringshus i två våningar med fasad i brunt tegel mot Bruksgatan och Södra Strandgatan bakom. Komplexet byggdes om 2001, då studentbostäder byggdes ovanpå parkeringshuset mot Södra Strandgatan, samtidigt som parkeringhuset mot Bruksgatan putsades och bottenplanet uppläts till butiker.
Filip Lundgren är begravd på Nya kyrkogården i Helsingborg.

## Verk

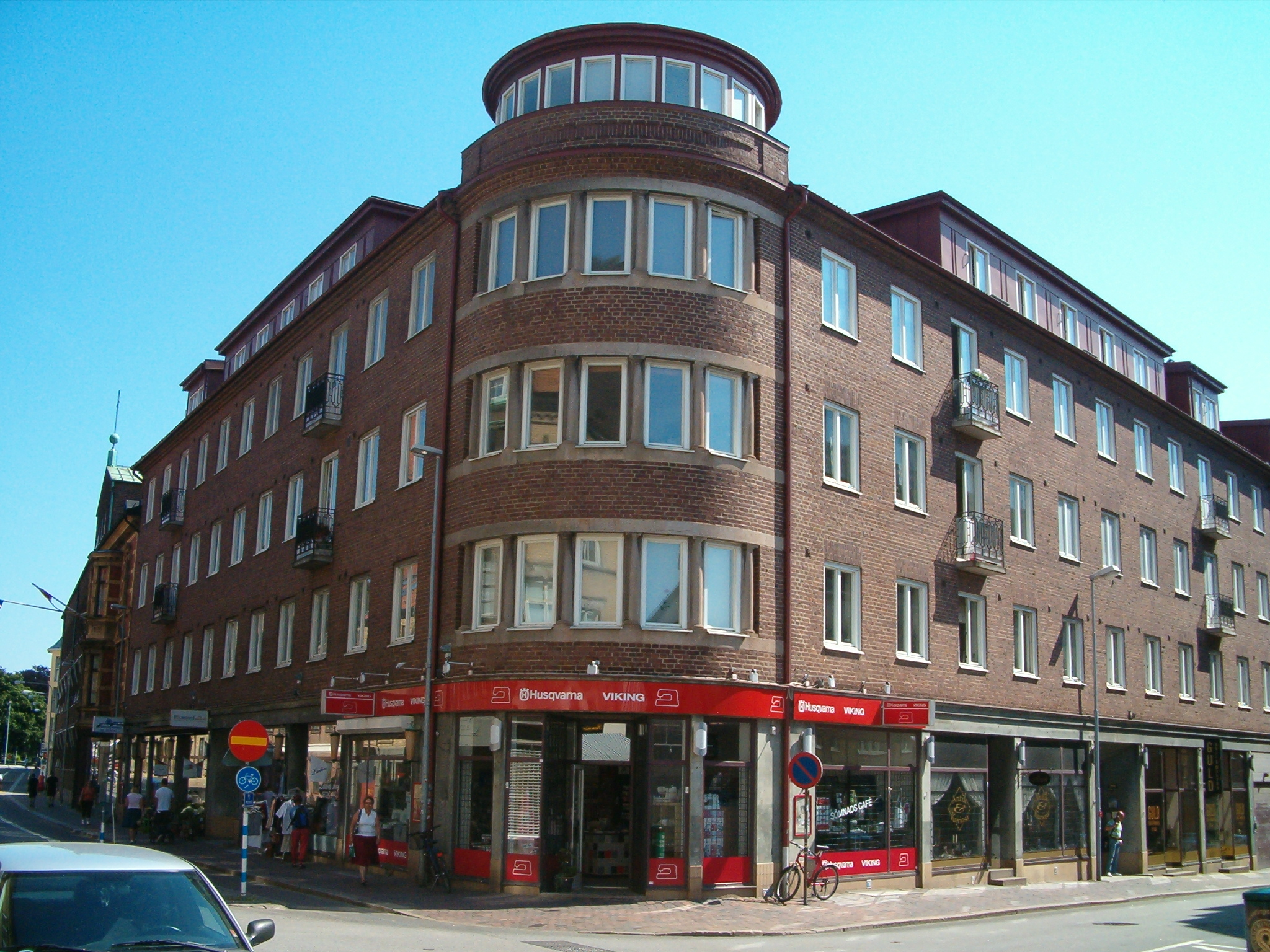
Södra Storgatan 16/Karlsgatan 12, Helsingborg (1931).
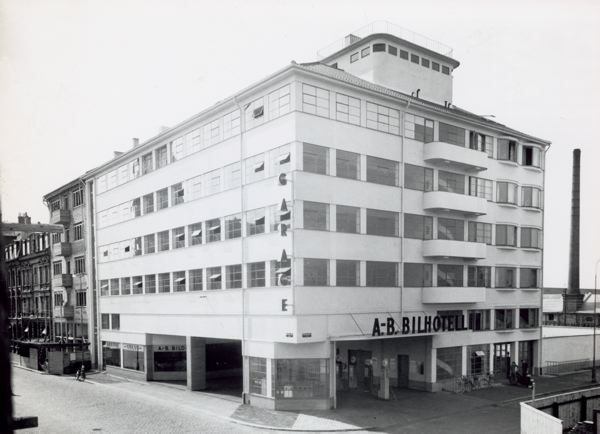
Bilhotellet/Bildevehuset, Helsingborg (1939).
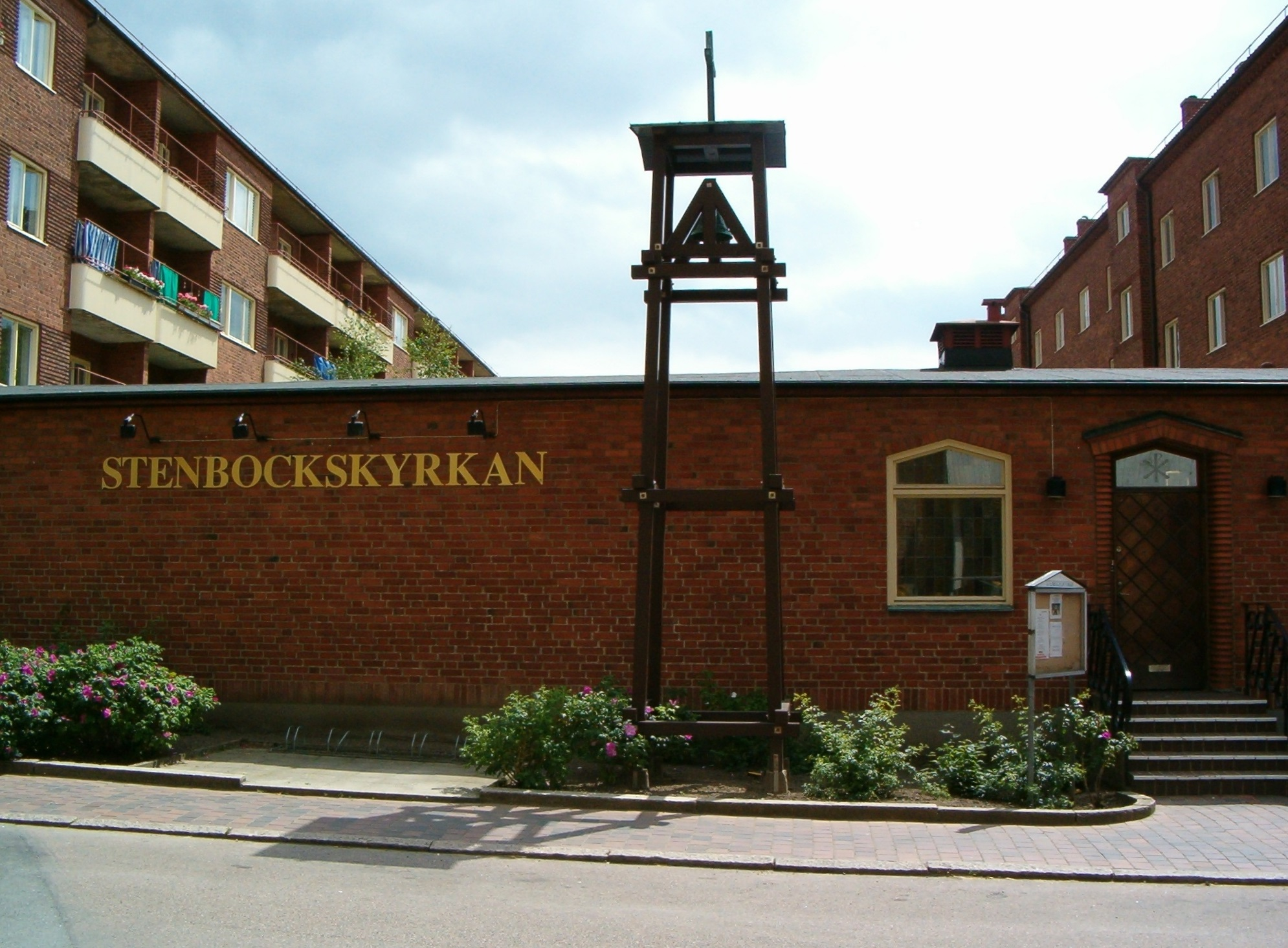
Stenbockskyrkan, Helsingborg (1950).
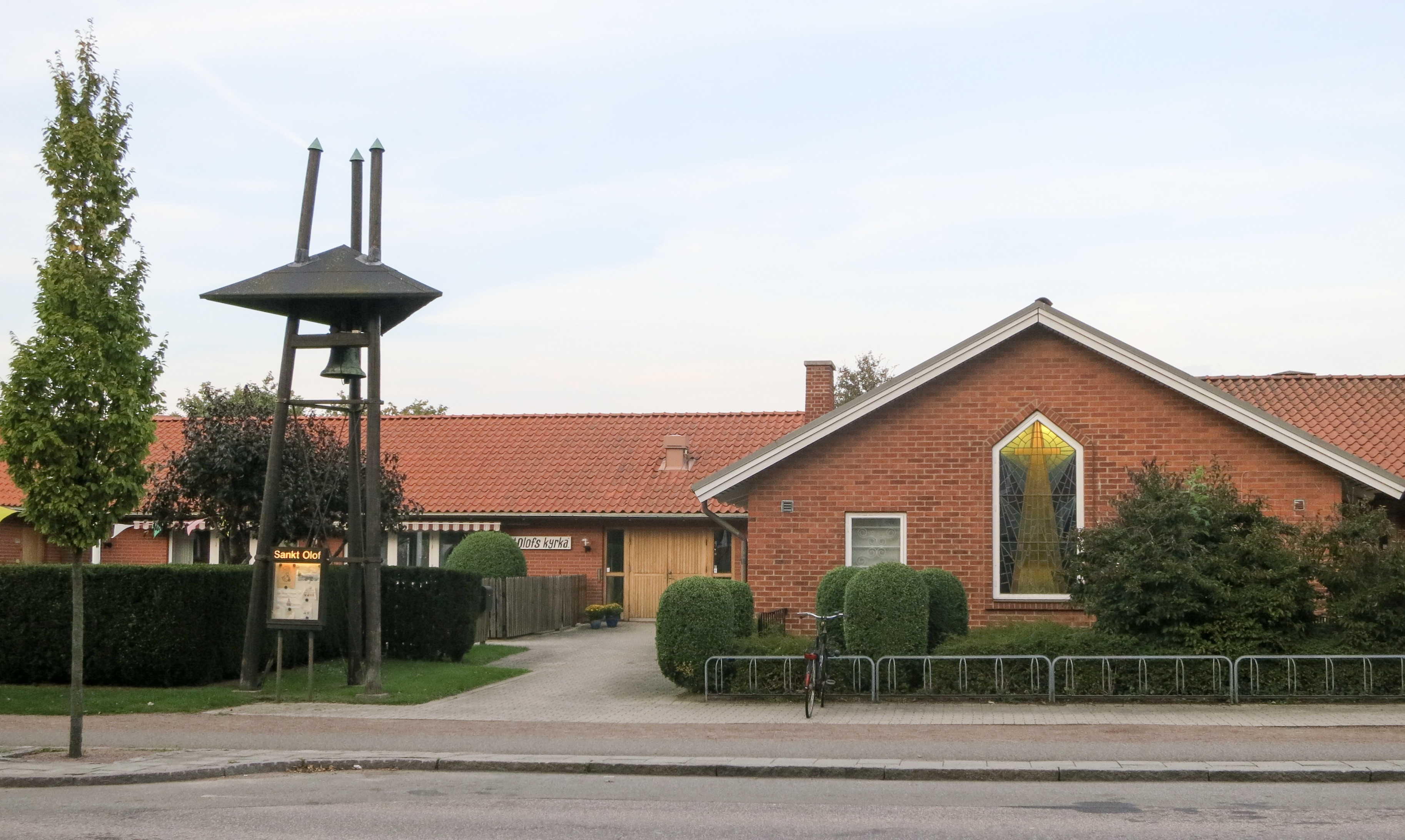
Sankt Olofs kyrka, Helsingborg (1956).
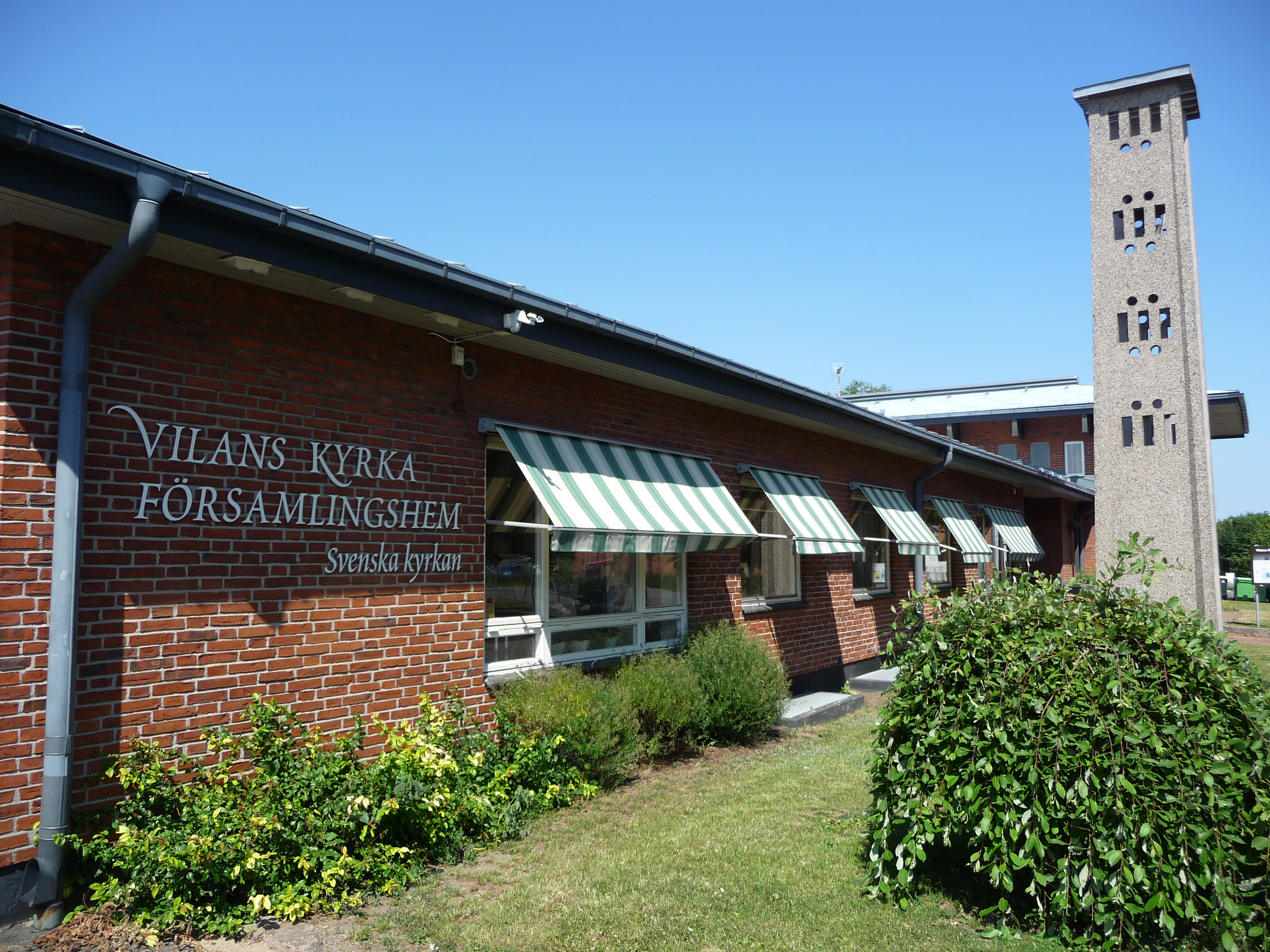
Vilans kyrka, Kristianstad (1963).